# سد جاتیگده
سد جاتیگده (به لاتین: Jatigede Dam) یک سد خاکی در اندونزی است که در سومدنگ، جاوه غربی واقع شده است.